# Гаюк Ірина Яківна
Ірина Яківна Гаюк (нар. 8 липня 1965, м. Червоноград) — український культуролог, лауреат Національної премії України імені Тараса Шевченка.

## Життєпис
Народилася 8 липня 1965 року у місті Червонограді на Львівщині.
1989 року закінчила Український поліграфічний інститут імені Івана Федорова у Львові.
У 1989—2009 роках — старший науковець і завідувач експозиційного відділу «Раннє християнство» та відділу «Вірменська Церква» у Львівському музеї історії релігії. З 2010 року — старший викладач, згодом — доцент кафедри менеджменту мистецтва ЛНАМ. У лютому 2003 року в Інституті філософії НАН України імені Г. С. Сковороди захистила кандидатську дисертацію і здобула ступінь кандидата філософських наук за спеціалізацією «Релігієзнавство».
Автор двох наукових монографій «Вірменська Церква в Україні» (Львів, 2002 р.) та «Вірменська Церква як унікальний феномен християнського світу» (Львів, 2005 р.) та понад 70 наукових статей та розділів. Активний член Асоціації релігієзнавців України. Упорядник та видавець збірки всіх вірменознавчих праць видатного українського вченого професора Я. Р. Дашкевича «Вірмени України: дорогами тисячоліть» (Львів, 2012 р.).
У 2012 році завершила роботу над створенням та виданням «Енциклопедії вірменської культури в Україні», за яку 2014 року відзначена Національною премією України імені Тараса Шевченка у номінації «Теорія та історія мистецтва».

## Монографії
- Вірменська церква в Україні / Ірина Яківна Гаюк; В. о. НАН України. Інститут філософії імені Григорія Сковороди. Від-ня релігієзнавства. — Львів : Логос, 2002. — 128 с. — («Конфесії України») — ISBN 966-7379-51-5.
- «Вірменська апостольська церква як специфічний феномен християнського світу»: Автореферат дисертації кандидата філософських наук: 09.00.11 / Ірина Яківна Гаюк; В.о. Інститут філософії імені Григорія Сковороди. — Київ: [б.в.], 2003. — 19 с.
- 2018 — «На межі між Сходом і Заходом».

## Наукова періодика
- 2002 — «Дослідження Вірменського християнства: нові методологічні підходи»;
- 2008 — «Феноменологічний аналіз першого етапу розвитку християнства»;
- 2009 — «Релігія — невід'ємна складова етнонаціональної свідомості»;
- 2010 — «Взаємодія ісламу та іудеохристиянства в період становлення ісламу», «Гра як засіб структурування світу: сакральні виміри», «Деякі сутнісні аспекти характеру історичної взаємодії держави та релігії»;
- 2012 — «Релігія — складова етнічної самоідентифікацїї»;
- 2014 — «Вірменський слід у житті Тараса Шевченка», «Специфіка вірменської видавничої справи в Україні: історичний дискурс»;
- 2015 — «Історичні взаємовідносини вірменських колоній України зі Святою Землею та їх відображення у пам'ятках матеріальної культури»;
- 2016 — «До питання історії й атрибуції фресок та ікон з львівського Вірменського кафедрального собору Успіння Пресвятої Богородиці», «Історичні особливості розвитку вірменського зброярства в Україні», «Роль вірменських колоній у розвитку південних регіонів України», «Специфіка дослідження культури вірменської діаспори в Україні», «Хачкары в символическом поле армянской культуры»;
- 2017 — «Історичний контекст та особливості формування Музею вірменської культури у Львові»;
- 2018 — «Дохристиянський релігійний контекст християнської символіки (на прикладі барельєфу „Втеча Святої Родини до Єгипту“ з Львівського музею історії релігій)»
- 2019 — «Актуалізація історико-культурної спадщини вірменської діаспори в Україні: теоретичний та практичний аспекти», «Вірмени в музичному житті України (до 200-річчя від дня народження Кароля фон Мікулі)», «Міф і симулякр: точки перетину», «Особливості формування етнокультурної самосвідомості вірмен на українських землях», «Соціальна топографія вірмен Львова», «Формування характерних ознак вірменської діаспоральної культури в Україні», «Церковно-релігійне життя вірменської діаспори України в I пол. XX ст.».